# 1623 w literaturze
Wydarzenia literackie w 1623 roku.

## Nowe książki
- polskie
  - Wojciech Dębołęcki – Przewagi elearów polskich, co ich niegdy lisowczykami zwano

- zagraniczne
  - Pieter Scholier – Sermones familiares
  - William Szekspir – Pierwsze Folio